# 范克酉
范克酉（1921年4月30日—2002年5月30日），曾被誤譯作潘加道、彭嘉祿、潘克勞，越南律師、外交官，曾擔任越南國及越南共和國駐新加坡領事和越南共和國駐馬來亞公使館代辦。

## 生平
1921年4月30日，范克酉出生於越南北方的南定，名字來自他的出生之年（辛酉年）。
1942年，范克酉畢業於河內大學法學院。
1943年，范克酉擔任地區長官助理，次年擔任地區長官。1948年，在河內擔任所得稅高級審計員。
1950年，范克酉進入外交部門工作。1952年擔任外交部法律與領事部門主管。
1954年，范克酉出任越南國駐新加坡首任領事，並於1957年起兼任越南共和國駐馬來亞公使館代辦。
後來范克酉還擔任過越南共和國駐美國大使館臨時代辦等職務。
2002年5月30日，范克酉在美國華盛頓特區逝世。

## 個人生活
范克酉已婚，有兒女四人。